# Закарпатський академічний обласний український музично-драматичний театр імені братів Юрія-Августина та Євгена Шерегіїв
Закарпа́тський академі́чний обласни́й украї́нський музи́чно-драмати́чний теа́тр і́мені браті́в Ю́рія-Августи́на та Євге́на Шерегії́в — заклад культури імені Юрія та Євгена Шерегеїв у місті Ужгород, у Закарпатської области.

## Історія театру
Театральні колективи у краї існували ще в XIX сторічч. 1921 року до Ужгорода на запрошення громади приїжджає театральний діяч Микола Садовський, разом з акторами та художником Миколою Кричевським. Після театру М. Садовського, на театральну сцену виходить «Нова Сцена» під керівництвом Шерегій Юрія, після нього з'являється «Угро-руський театр».
На початку березня 1945 року, Народна рада Закарпатської України про організацію в Ужгороді народного театру. Новий театр 30 квітня 1945 року показав свою першу виставу «Руські люди» — К. Сіманова, художник – Манайло Федір Федорович.
12 листопада 1945 року Рада Народних Комісарів УРСР приймає постанову про відкриття державного театру на Закарпатті. Відповідно до рішення українського уряду з липня 1945 по квітень 1947 року на Закарпатті гастролював Запорізький український музично-драматичний театр імені Магара (тоді М.Щорса) під керівництвом народного артиста УРСР В.Магара, який став першим режисером нового театру.
1 січня 1946 року «Закарпатській обласний державний український музично-драматичний театр» розпочинає свою роботу у місті Ужгород. У 1963 році відбулася реорганізація театру український музично-драматичний театр з'єднався з Мукачівським театром і став називатись «Закарпатський муздрамтеатр».
У 2011 році — згідно з рішенням № 224 від 26.05.2011 року Закарпатської обласної ради  театру присвоєно ім'я братів Шерегіїв, нова назва театру: Закарпатський обласний український музично-драматичний театр імені братів Юрія-Августина та Євгена Шерегіїв. Відповідно до наказу Міністерство культури України № 1152 від 06.12.2016 року театру надано статус «Академічного».

## Репертуар театру
- «Назар Стодоля» Т. Шевченка
- «Шампанського і карету» О. Галіна
- «Білий нігер» В. Шершуна
- «Богдан Хмельницький» О. Корнійчука
- «Здрастуйте, я ваша тітонька» Б. Томаса[2]
- «Турецька шаль» О. Горіна
- «Білий нігер» за К. Чапеком
- «А в Парижі гарне літо» О. Гавроша
- «Шаріка» Я. Барнича
- «Кров від любові» за М.Старицьким

## Гастролі
Театр за свою історію багато гастролював по містам: Київ,Харків, Одеса, Львів, Рівне, Тернопіль, Івано-Франківськ, Коломия, Дрогобич; Литва; Естонія; Латвія; Хорватія; Румунія; Словаччина; містам та селам Закарпаття.

## Персоналії театру
Артисти
- Марія Харченко (14.04.1924 — † 31.12.2016) народна артистка УРСР (1981)
- Майя Геляс (26.03.1939 — † 01.09.2017) заслужена артистка УРСР (1990)
- Людмила Іванова(18.06.1937 — † 25.01.2022) заслужена артистка УРСР (1972)
- Марія Пільцер (27.11.1912 — † 21.03.1976) заслужена артистка УРСР (1965);
- Гнат Ігнатовіч;
- Кирил Маринченко (1898—1970) заслужений артист УРСР (1951);
- Галина Ушенко, заслужена артистка УРСР (1970);
- Андрій Вертелецький (05.07.1925 — † ????)[3];
- Віктор Костюков (15.09.1927- † 22.01.2006) заслужений артист УРСР(1973);
- В. Подлігаєв, заслужений артист УРСР
- Василь Арендаш (01.08.1936 — † ???)[4];
- Віктор Аведіков (01.02.1905 — † 14.02.1971) заслужений артист УРСР (1950);
- Петро Ластівка;
- Микола Білецький (06.01.1910 — † 30.12.1977) заслужений артист УРСР(1957);
- Олександр Біляцький
- Елеонора Климчук (в театрі: 1962—1965)[5]
- Ярослав Мелець, заслужений артист України

В. Виноградов, В. Бідяк, Н. Лагодіна, А. Філоновіч, М. Хмара, П. Гоца, М. Сочка, В. і Г. Левкулич, І. Чуєнко, А. Копитіна
Режисери
- Володимир Магар (гл. реж. 1945);
- Гнат Ігнатовіч (гл. реж. 1947—1948, 1953, 1960—1963);
- Андрій Ратмиров (черг. реж. 1950—1961);
- Григорій Воловик (16.05.1902 — † 7.06.1967), заслужений артист УРСР (1946), (гл. реж. 1948—1953)[6];
- Михайло Терещенко (10.05.1927 — † 16.12.2008) (черг. реж. 1953—1956);
- Віталій Авраменко(гл. реж.1954–1959);
- Валентин Івченко (29.08.1932) (черг. реж. 1960—1963);
- Віктор Рябінов (гл. реж. 1963—1965);
- Іван Марушко (черг. реж. 1963, 1965, 1997);
- Лесь Гриб(30.10.1933), (гл. реж.1967);
- Михайло Курінний (гл. реж. 1968—1971);
- Анатолій Москаленко - заслужений артист УРСР (1979)( реж. 1968—1970);
- Володимир Сурков (14.09.1936 — † 7.11.2010), (гл.реж. 1970—1971);
- Володимир Усенко (гл. реж. 1971);
- Володимир Нестеренко (17.10.1937— † 2.04.2014) народний артист України (1999), (гл. реж.1971–1973);
- Ярослав Геляс (гл. реж. 1974—1985);
- Юрій Горуля заслужений артист УРСР (1981), (гл. реж. 1985—1988)[7];
- Станіслав Мойсеєв (гл. реж.1988–1991);
- Юзеф Фекета(12.04.1941) народний артист РФ, (гл. реж. 1992—1994);
- Олександр Саркісьянц (06.07.1948) (черг. реж з 1981), (гл. реж. 1995—1996);
- Анатолій Філіппов (гл. реж. з 1997 року).

Художники
- Федір Манайло (1945—1946);
- Сергій Шамета (худ. 1947—1950);
- Павло Борисов (худ. 1950—1951);
- Андрій Коцка (худ. 1955);
- Микола Манджуло (1913 — †1985) (гол. худ. 1951—1980);
- Геннадій Васильєв (28.09.1949-1973) (худ. 1969—1973);
- Микола Зелінський (Зелинскис) (15.08.1918 — † 1984) заслужений працівник культури РРФСР, заслужений діяч мистецтв Якутської АРСР (худ. 1975—1977)[8];
- Валентина Франківська (1910 - † 1983)(худ. 1950—1982);
- Анатолій Пеньковський (13.10.1948) (худ. 1980—1982);
- Ігор Панейко (02.03.1957) (гол. худ. 1984—1987);
- Сергій Маслов (01.01.1952- ?. 1913) (гол. худ. 1988—1995);
- Вікторія Гресь (22.02.1964) (худ. 1987—1991);
- Віра Степчук (05.12.1955) (худ. з 1983 року);
- Людмила Бєлая (30.09.1970) (худ. 2006—2009, 2010—2016, з 2018 року);
- Емма Зайцева (гол. худ. з 1998 року).

Музиканти
- Євген Шерегій (диригент 1946—1965)
- Дмитро Білоус заслужений артист УРСР;
- Тетяна Бабець (диригент 1993—2014); Василь Кобаль (композитор)[9]
- Анастасія Жужгова (головний диригент від 2014 року).

Директори
- Андрій Черкаський (1946);
- Валентин Компанієць (1946—1947);
- Тимофій Висящий (1948—1949);
- Микола Букаев (1949—1950);
- Аго Армандарян (1950—1959);
- Микола Манджуло (1959—1960);
- Ілля Фрідманський (1960—1962);
- Іван Дудинець (1962—1964);
- Володимир Віноградов (1965—1966);
- Йозеф Луцкер (1914—1982) (директор 1967—1969);
- Василь Руснак (1935—2010), заслужений працівник культури УРСР (директор 1970—1990);
- Іван Білак (1947—2015) заслужений працівник культури України (директор 1991—2003);
- Зоряна Зінов'єва (2003—2005);
- Анатолій Рошко (2005—2007);
- Анатолій Кримусь (2007—2009);
- Олег Зайцев (2009—2010);
- Любов Оленчук (2010—2014);
- Василь Марюхнич (2015-2023);
- Рудольф Дзуринець (з 2023).

## Визнання
Народний артист України
- Анатолій Філіппов — головний режисер[10]
- Лариса Білак[11][12]

Заслужений артист України
- Людмила Іванова[13]
- Василь Шершун[14]
- Степан Барабаш[15]
- Наталія Засухіна[16]
- Михайло Фіщенко[17]
- Анатолій Мацак[18]

Заслужений діяч мистецтв України
- Емма Зайцева — головний художник[9]

Заслужений працівник культури України
- Олег Зайцев[19]
- Іван Канюка

Лауреати обласної театральної премії імені братів Шерегіїв
- з.а. України Михайло Фіщенко (2000, 2017)
- з. а. України Василь Шершун (2003, 2015)
- з.а. України Наталія Засухіна (2003)
- Олександр Саркісьянц (2006)
- Василина Грицак (2008)
- Галина Буланова (2008)
- Тарас Гамага (2011)
- Клара Берець (2011, 2019)
- Світлана Мавріц (2013)
- Степан Барабаш (2013)
- Катерина Якубик–Гамага (2014)
- Віктор Бабука (2015)
- Любомир Геляс (2017)
- Рудольф Дзуринець (2018)
- Олеся Дзуринець (2021)
- Дмитро Сньозик (20016, 2017, 2019)
- Вікторія Варга (2017)
- Микола Словянін (2017)

Президентські Стипендіати в галузі театрального мистецтва:
- Дмитро Сньозик (2020)
- Рудольф Дзуринець (2021)